# Raja binoculata
Espèce
Statut de conservation UICN

 NT  : Quasi menacé
Répartition géographique
La raie géante à deux yeux (Raja binoculata) est une espèce de raie marine de la famille des rajidés. On la trouve le long de la côte Pacifique de l'Amérique du Nord, de l'Alaska jusqu'à la Basse-Californie, typiquement de la zone intertidale jusqu'à une profondeur de 800 m, et se nourrit d'invertébrés benthiques et de petits poissons. Cette espèce est l'une des raies les plus pêchés en Californie pour l'alimentation.
La longueur maximale connue est de 2,4 m pour 91 kg, bien que cette espèce ne dépasse généralement pas 1,8 m.